# Bistum Alaminos
Das Bistum Alaminos (lat.: Dioecesis Alaminensis) ist eine auf den Philippinen gelegene römisch-katholische Diözese mit Sitz in Alaminos.

## Geschichte
Das Bistum Alaminos wurde am 12. Januar 1985 durch Papst Johannes Paul II. mit der Apostolischen Konstitution De superna animarum aus Gebietsabtretungen des Erzbistums Lingayen-Dagupan errichtet und diesem als Suffraganbistum unterstellt.
Es umfasst den westlichen Teil der Provinz Pangasinan.

## Bischöfe von Alaminos
- Jesus Aputen Cabrera, 1985–2007
- Mario Mendoza Peralta, 2007–2013, dann Erzbischof von Nueva Segovia
- Ricardo Lingan Baccay, 2016–2019, dann Erzbischof von Tuguegarao
- Napoleon Sipalay OP, seit 2024